# Marcin Zeszutek
Marcin Zeszutek (ur. 4 listopada 1982) – polski rugbysta, następnie międzynarodowy sędzia sportowy, starszy brat Piotra, kapitana reprezentacji Polski w rugby.
W latach 1992–2002 grał w zespole Ogniwo Sopot, z którym trzykrotnie zdobywał tytuły mistrza Polski juniorów w latach 1999–2001. W latach 1998–2001 był powoływany do reprezentacji kraju juniorów, z którą uczestniczył w mistrzostwach świata U-19 w 2000 i 2001.
Członkiem Kolegium Sędziów Polskiego Związku Rugby został w 2003 roku. W ciągu jedenastu sezonów poprowadził łącznie 101 meczów ligowych – 72 w Ekstralidze i 29 na drugim poziomie rozgrywek. Dwukrotnie, w latach 2010 i 2013, był wybierany sędzią roku. Był sędzią międzynarodowym FIRA–AER i IRB – kilkukrotnie znajdował się w panelu arbitrów mistrzostw Europy U-18 oraz Junior World Rugby Trophy (w 2008 i 2010), a także w Pucharze Narodów Europy.
Karierę sędziowską zakończył w roku 2014 z powodu chronicznej kontuzji kolana. Pozostał związany ze sportem w roli trenera i edukatora sędziów.